# Stenobothrus sviridenkoi
Stenobothrus sviridenkoi är en insektsart som beskrevs av Willy Adolf Theodor Ramme 1930. Stenobothrus sviridenkoi ingår i släktet Stenobothrus och familjen gräshoppor. Inga underarter finns listade i Catalogue of Life.